# مطار كاترمان ناشونال
مطار كاترمان ناشونال (بالإنجليزية: Catarman National Airport)‏ (إياتا: CRM، إيكاو: RPVF) هو مطار عام يخدم مدينة كاتارمان ويشغل المطار هيئة الطيران المدني الفلبينية.

## معرض صور

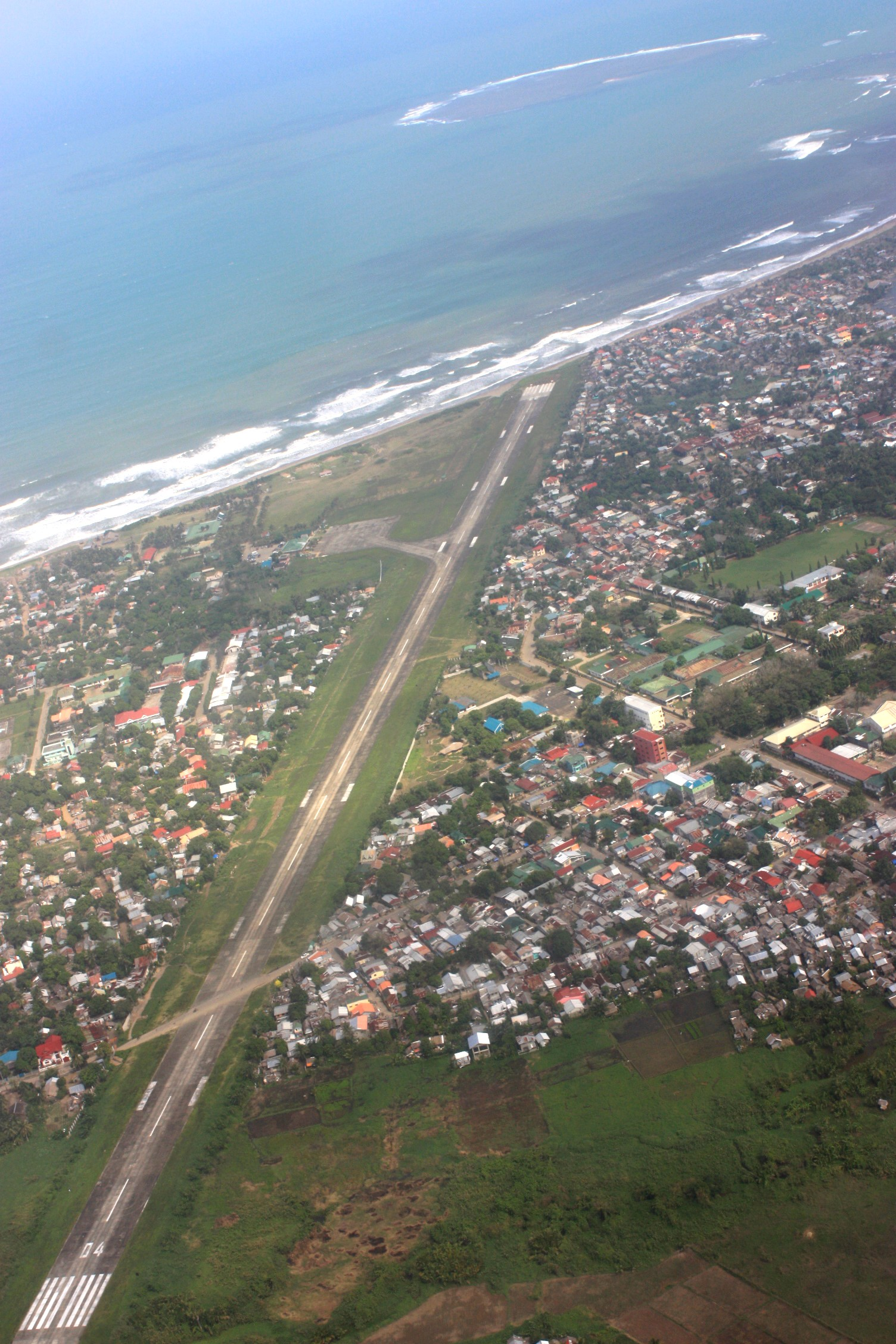
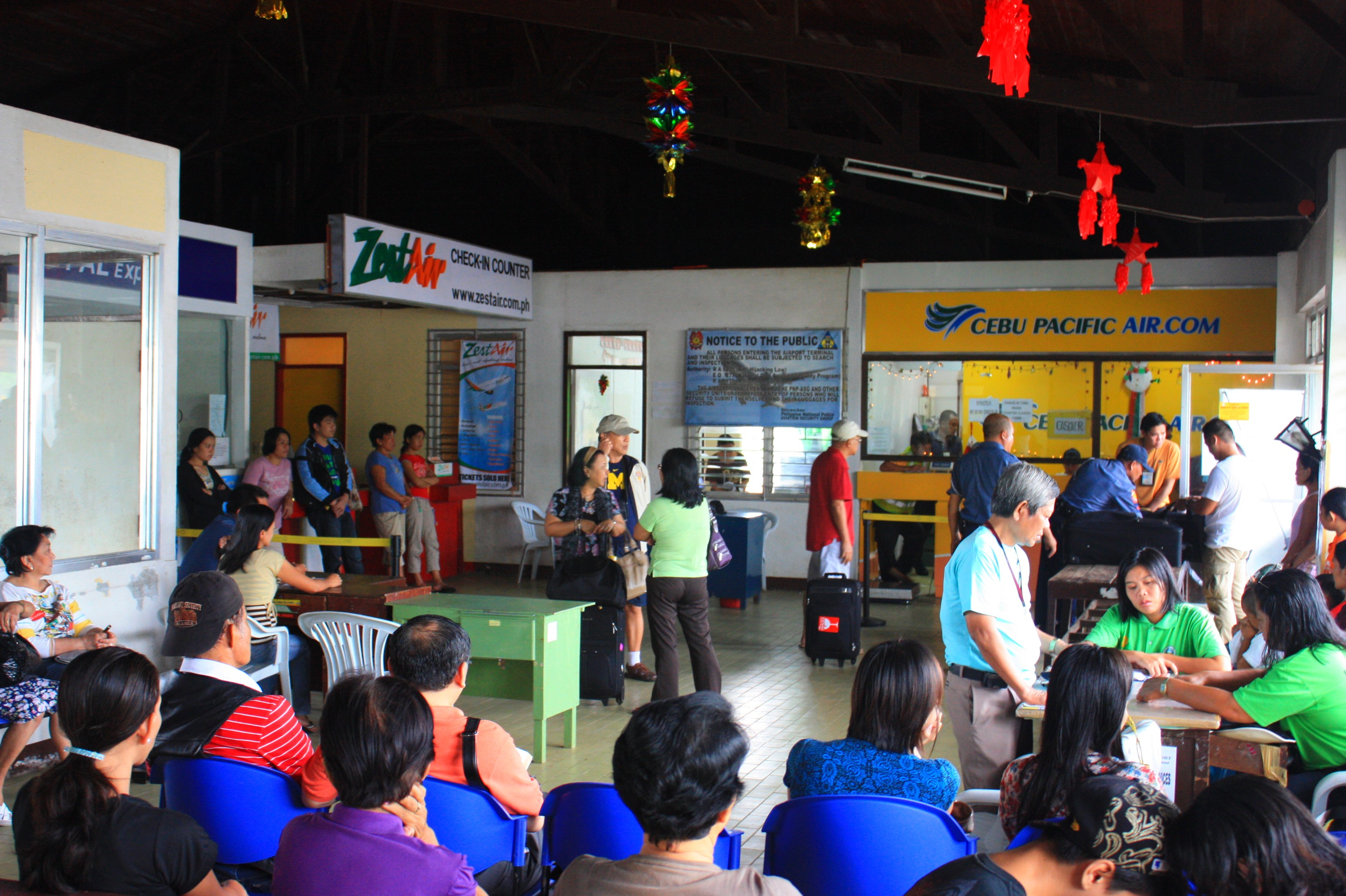
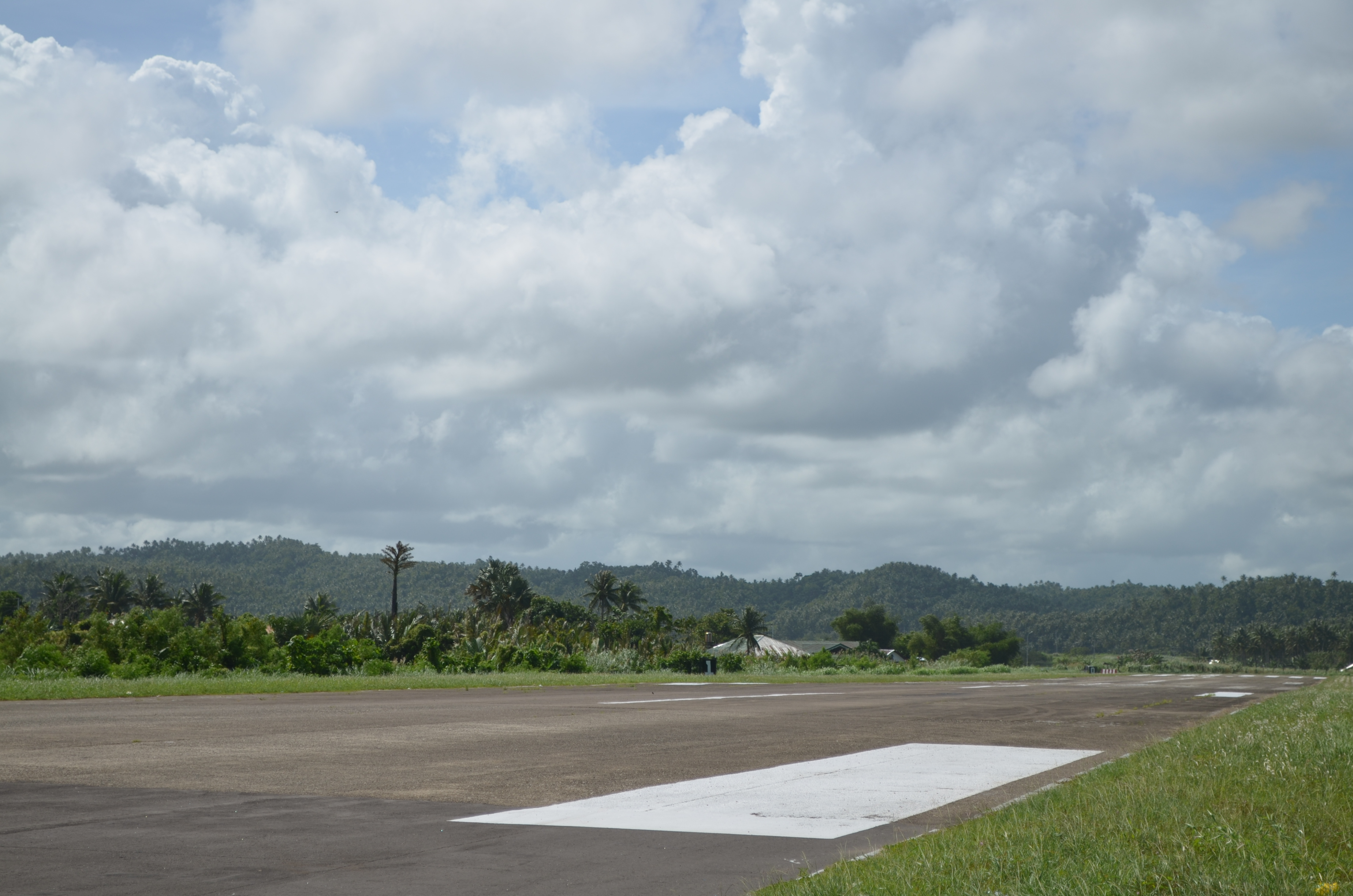
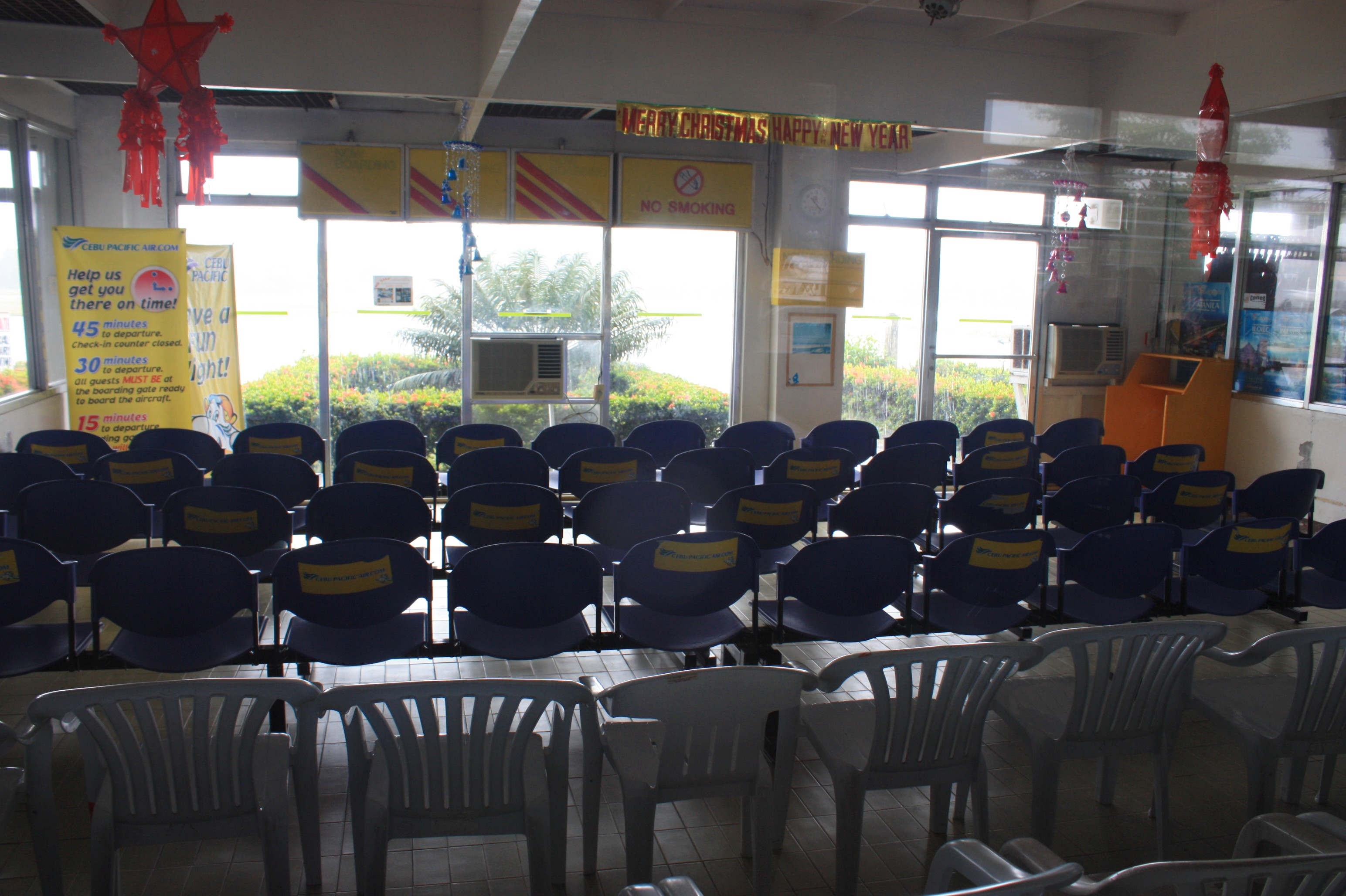